# Synodites consors
Synodites consors är en stekelart som först beskrevs av Davis 1897.  Synodites consors ingår i släktet Synodites och familjen brokparasitsteklar. Inga underarter finns listade i Catalogue of Life.